# Олесненски окръг
Олесненски окръг (на полски: Powiat oleski) е окръг в Южна Полша, Ополско войводство. Заема площ от 973,38 км2. Административен център е град Олесно.

## География
Окръгът обхваща територии от историческите области Горна Силезия и Велюнска земя. Разположен е в североизточната част на войводството.

## Население
Населението на окръга възлиза на 66 104 души (2012 г.). Гъстотата е 68,94 души/км2.

## Административно деление
Административно окръгът е разделен на 7 общини.
Градско-селски общини:
- Община Гожов Шльонски
- Община Доброджен
- Община Олесно
- Община Прашка

Селски общини:
- Община Зембовице
- Община Радлов
- Община Рудники

## Галерия
- Доброджен
- Гожов Шльонски
- Олесно
- Прашка